# Sony Ericsson XPERIA X10 Mini
Sony Ericsson XPERIA X10 Mini (E10i) là một chiếc điện thoại thông minh của Sony Ericsson dòng Xperia. Đây là chiếc điện thoại thứ hai của Sony Ericsson chạy trên hệ điều hành Android và cũng là chiếc điện thoại chạy Android nhỏ nhất cho tới thời điểm hiện tại.  Lúc đầu, X10 mini chạy trên hệ điều hành Android 1.6, nhưng hiện nay các phần mềm cải tiến đã nâng cấp chiếc điện thoại này lên Android OS 2.1.
Chiếc X10 Mini được ra mắt lần đầu vào 14 tháng 2 năm 2010. Ngoài các kích thước vật lý, chiếc điện thoại cũng có những tính năng khác biệt so với chiếc X10. Văn bản được nhập sử dụng bàn phím ảo chứ không phải bàn phím Qwerty như Xperia X10. Chiếc điện thoại sở hữu camera 5MP, khác với camera 8MP của X10. X10 mini cũng sở hữu từ điển T9, điều này khiến việc soạn thảo văn bản trên bàn phím ảo dễ dàng hơn. Ngoài ra, X10 mini còn có các thanh công cụ để dễ dàng truy cập vào các biểu tượng và chữ số.

## Giải thưởng
"2010 red dot product design award" 
"European Mobile Phone 2010-2011" 

## Link liên kết ngoài
- Xperia X10 Mini website Lưu trữ ngày 2 tháng 9 năm 2010 tại Wayback Machine
- XDA Developers X10 Mini Wiki